# Polná
Polná – miasto w Czechach, w kraju Wysoczyna.
Według danych z 31 grudnia 2003 powierzchnia miasta wynosiła 3777 ha, a liczba jego mieszkańców 5134. Dzieli się na części: Polná, Hrbov, Janovice, Nové Dvory, Skrýšov.
Pierwsza wzmianka o mieście pochodzi z 1242. W pobliskim lesie zginęła w 1879 Anežka Hrůzová. Za jej zamordowanie skazano na podstawie wątpliwych dowodów Żyda Leopolda Hilsnera. Jego procesy i związane z nimi polityczne spory nazwano od jego nazwiska Hilsneriáda.

## Demografia
| Rok             | 1970  | 1980  | 1991  | 2001  | 2003  | 2014  |
| --------------- | ----- | ----- | ----- | ----- | ----- | ----- |
| Liczba ludności | 4 580 | 4 862 | 4 691 | 4 869 | 5 006 | 5 116 |

Źródło: Czeski Urząd Statystyczny